# Clan Hōjō tardà
El clan Hōjō tardà (後北条氏, Go-Hōjō-shi) fou un els clans més poderosos en Japó durant el període Sengoku. El clan s'inicià quan Ise Shinkuro començà a conquistar terres i a fer créixer el seu poder al començament del segle xvi.
Després el seu fill va voler que la seua dinastia tinguera un nom més il·lustre i va escollir Hōjō, després de la línia de regents del Shogunat de Kamakura. Per tant, es va canviar el seu nom a Hōjō Ujitsuna i, pòstumament, aquell del seu pare a Hōjō Soun.
L'Hōjō tardà, de vegades conegut com l'Odawara Hōjō degut al fet que la seua llar era el castell d'Odawara en la Província de Sagami, no està relacionat amb el clan Hōjō primerenc. El seu poder rivalitzava amb el clan Tokugawa, però finalment Toyotomi Hideyoshi va erradicar el poder dels Hōjō amb el Setge d'Odawara de 1590, exiliant a Hōjō Ujinao i la seua esposa Toku-hime (una filla de Tokugawa Ieyasu) al Mont Kōja, on Ujinao va morir en 1591.

## Expansió
L'expansió del clan Go-Hōjō té lloc en el context de les guerres civils de l'època Sengoku. Les elites guerreres, i en particular els shugo, deixaren les seves províncies per anar a Kyōto i participar en els conflictes generats pels problemes de successió del shōgun Ashikaga Yoshimasa.
Aquest buit de poder a les províncies va ser l'ocasió per a nombrosos shugo-dai ("reemplaçants Shugo"), kokujin i ji-samurai de prendre el seu lloc i progressar dins de l'escala social.
És així que el clan Hōjō tardà aconsegueix dominar l'est del Japó en mig segle, i això fins a l'any 1590.

## Dominació
El poder dels Go-Hōjō tenia com a base la guerra però també el fet que havien sabut comportar-se com a veritables homes polítics. D'aquesta manera instal·len una petita reialesa en un context dins el qual el poder shogunal i el poder imperial són pràcticament inexistents.
No depenen de cap autoritat, fins i tot no són shugo. El seu territori els pertany totalment i hi implanten un sistema de cadastres, així com un embrió de legislació de 21 articles. La ciutat d'Odawara esdevé la seva capital i el clan hi fa construir el seu castell. Odawara-jō serà el castell més gran del període Sengoku fins a la construcció del d'Osaka en els anys 1580. Símbol de la longevitat i del poder del clan, els Go- Hōjō hi fan venir nombrosos mercaders I artistes de l'oest del Japó amb el fi de desenvolupar l'aspecte cultural del seu reialme.

## Arbre genealògic
- Hōjō Sōun (北条早雲) (1432–8 setembre 1519) primer cap de clan
  - Hōjō Ujitsuna (北条氏綱), segon cap de clan, fill de Sōun, daimyō de Sagami
    - Hōjō Ujiyasu (北条氏康) (1515–21 octubre 1571), segon cap de clan, fill d'Ujitsuna, daimyō de Sagami, Izu i Musashi
      - Hōjō Ujimasa (北条氏政) (1538–10 agost 1590), quart cap de clan, fill d'Ujiyasu, daimyō de Sagami
        - Hōjō Ujinao (北条氏直) (1562–1591), cinquè cap de clan, fill d'Ujimasa
        - Hōjō Naoshige (北条直重), fill d'Ujimasa, espòs de la filla de Chiba Kunitane, adaptat primer per Ujiteru, prengué el comandament del clan Chiba després de la mort de Kunitane
        - Hōjō Naosada (北条直定), fill d'Ujimasa
        - Hōjō Ujifusa (北条氏房) (1565–7 juny 1592), fill d'Usimasa, adoptat pel clan Ōta

      - Hōjō Ujiteru (北条氏照), més tard Ōishi Genzō (1540–10 agost 1590), fill d'Ujiyasu, daimyō de Mutsu
      - Hōjō Ujikuni (北条氏邦) (1541–19 setembre 1597), fill d'Ujiyasu, daimyō d'Awa, adoptat per Fujita Yasukuni
      - Hōjō Ujinori (北条氏規) (1545–22 març 1600), fill d'Ujiyasu, daimyō de Mino
        - Hōjō Ujimori (北条氏盛), fill d'Ujinori, adoptat per Ujinao

      - Hōjō Ujitada (北条氏忠), fill d'Ujiyasu
      - Hōjō Ujimitsu (北条氏光), fill d'Ujiyasu
      - Hōjō Ujihide, (1554–19 abril 1579), fill d'Ujiyasu, fou adoptat per Genari, després per Uesugi Kenshin i prengué el nom d'Uesugi Kagetora

    - Hōjō Tsunashige (北条綱成) (1515–1587), fill adoptiu d'Ujitsuna, fill de Fukushima Masashige
      - Hōjō Ujishige (1536–1578), fill de Tsunashige

    - Hōjō Ujitaka (北条氏尭) (1522–8 abril 1562)

  - Hōjō Ujitoki (北条氏時) (+ 29 setembre 1531), fill de Sōun
  - Hōjō Genan (Nagatsuna) (北条幻庵(長綱)) (1493–8 desembre 1589), fill de Sōun
    - Hōjō Shinzaburo (+1561), fill de Genan

Algunes vegades, els cinc caps del clan Go-Hōjō són anomenats col·lectivament Hōjō Godai ("les cinc generacions de Hōjō")